# 智頭急行HOT3500型柴聯車
智頭急行HOT3500型柴聯車（日文：ちずきゅうこうHOT3500がたきどうしゃ），是智頭急行用於行駛普通列車的柴油客車。

## 簡介
本型車乃為了智頭急行開業而製造。富士重工在1994年製造了一般車廂9輛（車號HOT3501 - HOT3509），活動用車1輛（HOT3521・宝くじ号）。所有車輛都配屬於智頭急行的大原事業所。其名稱中的HOT乃是來自行經路線（兵庫縣，Hyogo；岡山縣，Okayama；鳥取縣，Tottori）的羅馬拼音字首，剛好也是英文「熱」（Hot）之意。
車身全長17公尺，方便駛入車站側線待避與交會列車，最高時速可達110 km/h，可避免成為路線上的阻礙。每輛車裝置一部與智頭急行HOT7000系柴聯車同型的柴油引擎－－小松製作所製SA6D125H-1柴油引擎（出力355 PS/2000 rpm）。所有的車廂均有廁所。
本型車行駛於智頭線的普通列車，以及西日本旅客鐵道（JR西日本）因美線的智頭站與鳥取站之間。車內自動廣播為與JR西日本米子支社一樣的格式，但在智頭線內將「JR西日本」改為「智頭急行」。

## 特別活動用車
HOT3521 是特殊活動用車。平常用於行駛普通列車，但在進行活動期間可以安裝卡拉OK設備、液晶顯示器、桌子等設備。本車內裝改造工程於 2017 年 4 月完成，並於2018年更改塗裝，於該年3月18日起以「あまつぼし」（天津星）之名行駛。

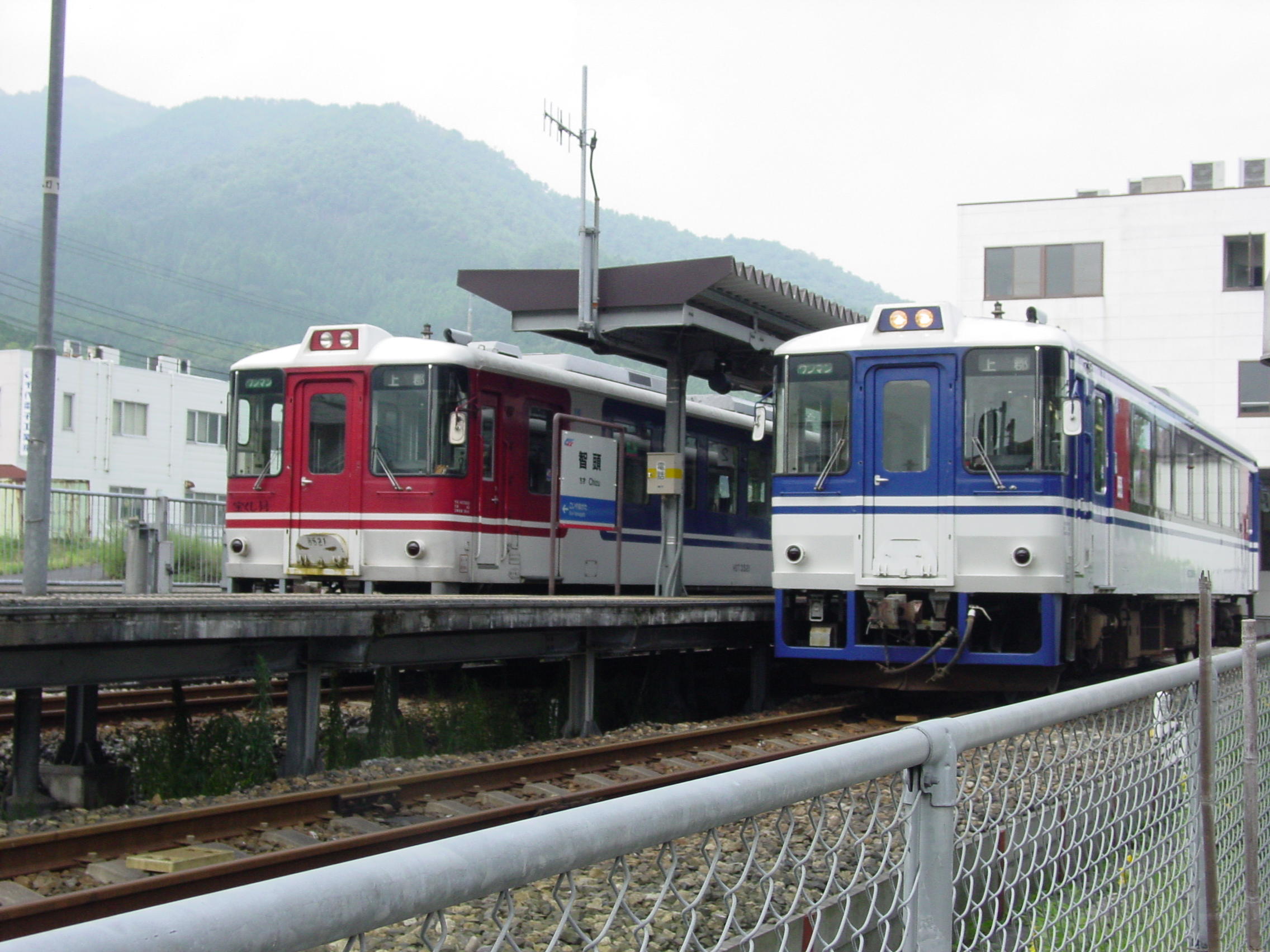
左：更改塗裝前的HOT3521（2005年）
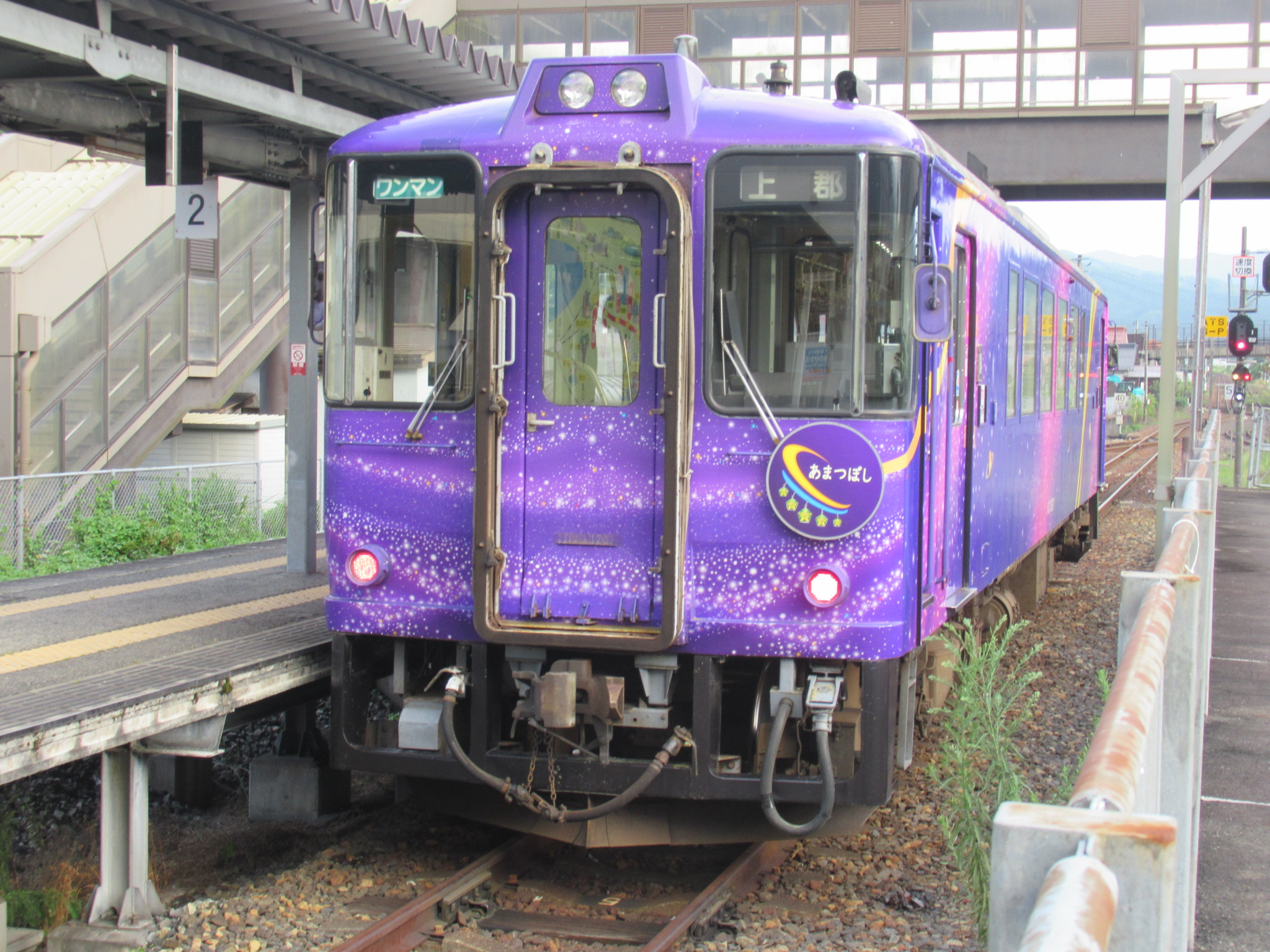
HOT3521「あまつぼし」（2020年）

## 外部連結
- 智頭急行 普通車両 （页面存档备份，存于）